# Вино з полуниць (фільм)
«Вино з полуниць», або «Полуничне вино» (пол. Wino truskawkowe) — фільм польського кінорежисера Даріуша Яблонського.

## Сюжет
Це не любовна історія, хоч вона й сповнена любові. Це не комедія, хоча тут часто кажуть щось смішне. Не детектив, хоча герой розслідує убивство. Не фільм про природу, хоча змальовує чудові краєвиди та звичаї села. Не мюзикл, хоч героїня висловлює своє бажання пристрасним танцем. Це не фільм жахів, хоча привид просить у героя допомоги. Досить кількох ковтків “Полуничного вина”, аби перенестися в чарівний світ у самому серці Європи, де кохання, злочин і каяття такі ж природні, як зміна пір року, відліт птахів чи плин гірської річки.

## Актори
- Марія Чунеліс — Іра, продавчиня в барі
- Мар'ян Дженджел — Кощейний
- Сюзанна Фіалова — Любиця
- Мечислав Ґромбка — Поліцейський
- Цезарій Косінський — Едек
- Марек Літевка — Залативуй
- Лех Лотоцький — Левандовськи
- Іржі Махачек — Анджей
- Єжи Радзівілович — Священник
- Мацей Штур — Янек

## Участь у кінофестивалях
- Участь у 38-му міжнародному кінофестивалі "Молодість" у секції "Східний експрес".